# Призма Літтрова
Призма Літтрова або дзеркало Літтрова, початково частина спектрографа Літтрова — світловідбивна дисперсійна призма, розташована таким чином, що падаючий світловий промінь, який входить під кутом Брюстера, зазнає мінімального відхилення і, отже, максимальної дисперсії. Названа на честь на честь Отто фон Літтрова.

## Опис
Оптичні призми Літтрова зазвичай мають форму геометричних призи з основою у вигляді прямокутного трикутника з кутами 30°, 60°, 90°, що еквівалентно половині правильного трикутника. Зазвичай їхня грань, протилежна куту 60°, вкрита світловідбивною плівкою. Цю конструкцію розробив Отто фон Літтрова (1843—1864).

## Застосування
Зазвичай призми Літтрова використовують в лазерах на кінці оптичного резонатора для точного регулювання вихідної частоти лазера шляхом зміни кута падіння.
До появи дифракційних ґраток призми Літтрова широко використовували в спектроскопії. Їх досі використовують у деяких ультрафіолетових приладах та в одній із секцій деяких спеціалізованих подвійних монохроматорів.